# انجمن باغ‌وحش‌های جنوب شرق آسیا
انجمن باغ‌وحش‌های جنوب شرق آسیا (به انگلیسی: South East Asian Zoos Association) (به اختصار SEAZA) تنها سازمان منطقه‌ای باغ‌وحش در جنوب شرق آسیا است. این انجمن حامی حدود ۹۰ باغ‌وحش مختلف در جنوب شرق آسیا است. این سازمان از اعضای انجمن جهانی باغ‌وحش‌ها و آکواریوم‌ها است و مقر آن در تایپه، تایوان است. اهداف اصلی این انجمن عبارتند از: «تقویت طرح‌های حفاظتی و مدیریت در محل، افزایش تحقیق، بهبود استانداردهای رفاه جانوران، ارائه تجربیات تربیتی بهتر برای بازدیدکنندگان باغ‌وحش، آموزش عمومی در مورد اهمیت حفاظت از حیات‌وحش و ترویج گردشگری در آسیای جنوب شرقی.» دستیابی به این اهداف مهم است زیرا جنوب شرق آسیا یکی از مناطق متنوع جهان است، که با توجه به رشد اقتصادی سریع و اخیر این کشورها باعث شده‌است که این بوم‌سازگان نادر را به خطر بیندازد. با این حال این سازمان امروزه با چالش‌های مهمی روبرو است که زندگی پایدار آن را در معرض خطر قرار می‌دهد.

## تاریخچه
اگرچه بسیاری از باغ‌وحش‌ها پیش از سال ۱۹۹۰ در جنوب شرق آسیا وجود داشتند، هیچ سازمان رسمی‌ای برای ارتباط آن‌ها وجود نداشت. همان‌طور که بیشتر باغ‌وحش‌های خصوصی در جنوب شرق آسیا به عموم مردم گشایش می‌یافتند نیاز به روی آوردن باغ‌وحش‌ها به استانداردهای روز دنیا بیش از پیش شد. بسیاری از این باغ‌وحش‌ها سیاست‌های مختلف حاکم بر کشور خود را تنظیم کردند، در حالی که سیاست‌های رسمی نداشتند. این منجر به تمایل به ایجاد نوعی سازمان شد که بتواند معیارهای همه انواع باغ‌وحش را در سراسر منطقه تنظیم کند. ابتکار انجمن ارتباطات باغ‌وحش در دریا در سال ۱۹۸۸ در یک کنفرانس باغ‌وحش در باغ‌وحش نگارا در مالزی آغاز شد. مدیر اداره باغ‌وحش نگارا، ادریس مالیک، پیشنهاد برای ایجاد انجمن باغ‌وحش‌های جنوب شرق آسیا را نوشت. در سال ۱۹۸۹ مدیران باغ‌وحش‌ها دوباره با یکدیگر دیدار کردند و اشاری، مدیر بازنشسته اندونزیایی، این سازمان را به مرحله رسمی رساند و آن را به انجمن جهانی باغ‌وحش‌ها و آکواریوم‌ها جایی که آن را به عنوان یک عضو در سال ۱۹۹۰ شناخته شده بود، به عضویت درآورد. اشاری به عنوان رئیس این انجمن بین سال‌های ۱۹۹۳ تا ۱۹۹۵ بود. برنارد هریسون، مدیر باغ‌وحش سنگاپور، در سال ۱۹۹۶ رئیس آن شد. در آن زمان، بسیاری از باغ‌وحش‌ها هیچ رهنمود یا سیاست عملیاتی نداشتند. هریسون با تمام اعضای آن برای ایجاد یک قانون اساسی اقدام کرد که در سال ۱۹۹۸ رفتارهای باغ‌وحش‌ها را در جنوب شرقی آسیا هدایت کند. هریسون همچنین کمیته‌های فرعی را برای پرورش، اخلاق، حفاظت و آموزش عمومی ایجاد کرد. او به جای جلسات دوسالانه در سال ۱۹۹۸ جلسات سالانه را برگزار کرد. این امر به بخشی از بحران اقتصادی سال ۱۹۹۷ که در تایلند آغاز شد، باعث شد که انجمن دیدار برنامه‌ریزی شده در شهر هوشیام را از دست بدهد.

## اعضای این سازمان
- برونئی
- کامبوج
- هنگ کنگ
- اندونزی
- لائوس
- مالزی
- میانمار
- فیلیپین
- سنگاپور
- تایوان
- تایلند
- ویتنام